# 6회 농심 신라면배 세계바둑 최강전
6회 농심 신라면배 세계바둑 최강전은 대한민국, 중국, 일본의 한국이 6연패를 달성했다.  

## 대국 결과
| 대국 | 대국일자 | 대국일자  | 차전  | 장소                                    | 승자                 | 패자                 | 결과             | 기보                             |
| ---- | -------- | --------- | ----- | --------------------------------------- | -------------------- | -------------------- | ---------------- | -------------------------------- |
| 1    | 2004년   | 10월 12일 | 1차전 | 중국 베이징 징광(京廣) 호텔             | 미무라 도모야스 九단 | 한종진 五단          | 273수 흑 불계승  | [ 깨진 링크 ( 과거 내용 찾기 ) ] |
| 2    | 2004년   | 10월 13일 | 1차전 | 중국 베이징 징광(京廣) 호텔             | 저우허양 九단        | 미무라 도모야스 九단 | 199수 흑 불계승  | [ 깨진 링크 ( 과거 내용 찾기 ) ] |
| 3    | 2004년   | 10월 14일 | 1차전 | 중국 베이징 징광(京廣) 호텔             | 저우허양 九단        | 안달훈 六단          | 160수 백 불계승  | [ 깨진 링크 ( 과거 내용 찾기 ) ] |
| 4    | 2004년   | 10월 15일 | 1차전 | 중국 베이징 징광(京廣) 호텔             | 다카오 신지 八단     | 저우허양 九단        | 154수 백 불계승  | [ 깨진 링크 ( 과거 내용 찾기 ) ] |
| 5    | 2004년   | 11월 24일 | 2차전 | 부산 농심호텔                           | 다카오 신지 八단     | 유창혁 九단          | 239수 백 4집반승 | [ 깨진 링크 ( 과거 내용 찾기 ) ] |
| 6    | 2004년   | 11월 25일 | 2차전 | 부산 농심호텔                           | 펑취안 五단          | 다카오 신지 八단     | 267수 백 1집반승 | [ 깨진 링크 ( 과거 내용 찾기 ) ] |
| 7    | 2004년   | 11월 26일 | 2차전 | 부산 농심호텔                           | 최철한 九단          | 펑취안 五단          | 226수 백 불계승  | [ 깨진 링크 ( 과거 내용 찾기 ) ] |
| 8    | 2004년   | 11월 27일 | 2차전 | 부산 농심호텔                           | 조치훈 九단          | 최철한 九단          | 160수 백 불계승  | [ 깨진 링크 ( 과거 내용 찾기 ) ] |
| 9    | 2004년   | 11월 28일 | 2차전 | 부산 농심호텔                           | 뤄시허 九단          | 조치훈 九단          | 134수 백 불계승  | [ 깨진 링크 ( 과거 내용 찾기 ) ] |
| 10   | 2004년   | 11월 29일 | 2차전 | 부산 농심호텔                           | 이창호 九단          | 뤄시허 九단          | 228수 백 불계승  | [ 깨진 링크 ( 과거 내용 찾기 ) ] |
| 11   | 2005년   | 2월 23일  | 3차전 | 중국 상하이(上海) 왕바오허(王寶和) 호텔 | 이창호 九단          | 장쉬 九단            | 245수 흑 불계승  | [ 깨진 링크 ( 과거 내용 찾기 ) ] |
| 12   | 2005년   | 2월 24일  | 3차전 | 중국 상하이(上海) 왕바오허(王寶和) 호텔 | 이창호 九단          | 왕레이 八단          | 184수 백 불계승  | [ 깨진 링크 ( 과거 내용 찾기 ) ] |
| 13   | 2005년   | 2월 25일  | 3차전 | 중국 상하이(上海) 왕바오허(王寶和) 호텔 | 이창호 九단          | 왕밍완 九단          | 204수 백 불계승  | [ 깨진 링크 ( 과거 내용 찾기 ) ] |
| 14   | 2005년   | 2월 26일  | 3차전 | 중국 상하이(上海) 왕바오허(王寶和) 호텔 | 이창호 九단          | 왕시 五단            | 257수 흑 불계승  | [ 깨진 링크 ( 과거 내용 찾기 ) ] |

결과: 대한민국 우승 (6승 4패), 중국 준우승 (4승 5패), 일본 3위 (4승 5패)